# Baron Tennyson

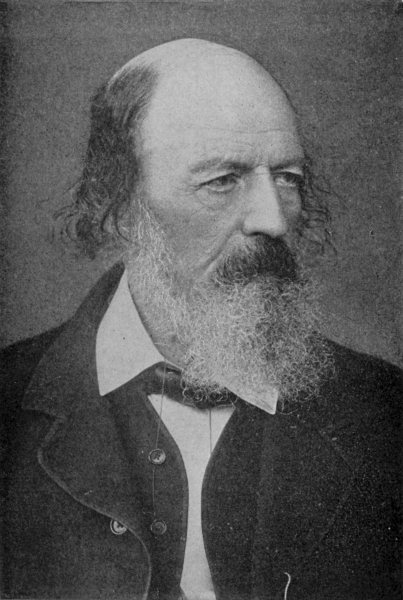
Alfred Tennyson, 1. Baron Tennyson

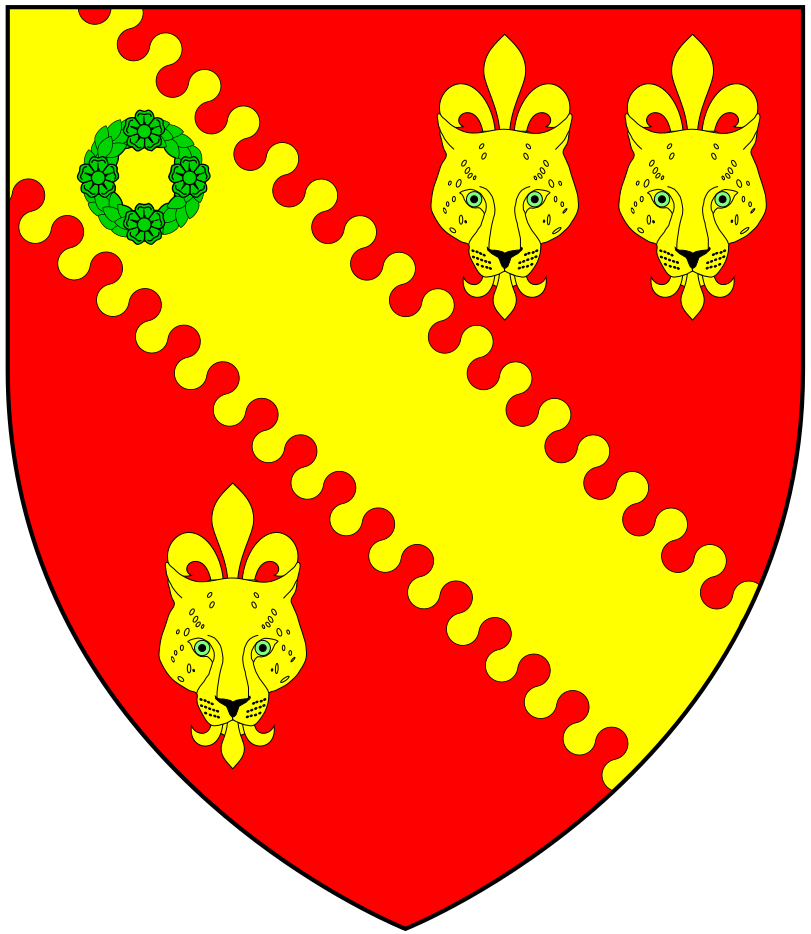
Wappen der Barone Tennyson

Baron Tennyson, of Aldworth in the County of Sussex and of Freshwater in the Isle of Wight, ist ein erblicher britischer Adelstitel, welcher zur Peerage of the United Kingdom gehört. 

## Verleihung
Der Titel wurde am 24. Januar 1884 für Alfred Tennyson geschaffen. Dieser war ein bedeutender Dichter des Viktorianischen Zeitalters. Er wurde von Königin Victoria zum Poet Laureate gemacht.

## Liste der Barone Tennyson (1884)
- Alfred Tennyson, 1. Baron Tennyson (1809–1892)
- Hallam Tennyson, 2. Baron Tennyson (1852–1928)
- Lionel Hallam Tennyson, 3. Baron Tennyson (1889–1951)
- Harold Christopher Tennyson, 4. Baron Tennyson (1919–1991)
- Mark Aubrey Tennyson, 5. Baron Tennyson (1920–2006)
- David Harold Alexander Tennyson, 6. Baron Tennyson (* 1960)

Wahrscheinlicher Titelerbe (Heir Presumptive) ist der Bruder des jetzigen Barons, Alan James Drummond Tennyson (* 1965).